# USS Forrest Sherman (DDG-98)
USS Forrest Sherman (DDG-98) —  ескадрений міноносець КРО типу «Арлі Берк» ВМС США, серії IIa з 127/62-мм АУ. Сорок восьмий корабель цього типу в складі ВМС, будівництво яких було схвалено Конгресом США.

## Назва
Корабель отримав назву на честь адмірала ВМС США Форреста Шермана.

## Будівництво
Корабель був побудований на корабельні Ingalls Shipbuilding в Паскагула (штат Міссісіпі), яка 6 березня 1998 року одержала контракт на його будівництво. Церемонія закладання кіля відбулася 7 серпня 2003 року. 2 жовтня 2004 року відбулася церемонія хрещення і спуску на воду. Хрещеною корабля стала Енн Шерман Фіцпатрік, дочка адмірала Шермана. 17 грудня 2005 року залишив верфі і попрямував до свого порту приписки Норфолк (штат Вірджинія), куди прибув 21 грудня. Церемонія введення в експлуатацію відбулася 28 січня 2006 року в Пенсакола, штат Флорида. Увійшов до складу Атлантичного флоту.

## Бойова служба
9 липня 2007 року залишив порт приписки Норфолк для свого першого розгортання в зоні відповідальності 6-го флоту США в складі ударної групи авіаносця USS «Enterprise» (CVN 65). 4 серпня прибув з візитом до болгарського порту Варна. У серпні 2007 року відвідав з дружнім візитом ВМБ Севастополь. Коли корабель перебував у Севастополі для проведення навчань з ВМС України, в 500 ярдіах від судна була виявлена військово-морська міна вагою 1100 фунтів (500 кг) часів Другої світової війни. Міна була знешкоджена до того, як вона могла пошкодити корабель. Також під час цього візиту есмінець став першим кораблем ВМС США, на який сів вертоліт ВМС України. 5 вересня прибув з візитом в Дар-ес-Салам, Танзанія, ставши першим кораблем ВМС США, який відвідав цю країну за останні 40 років.
У 2009 році взяв участь в навчаннях «BALTOPS-2009».
У квітні 2011 року взяв участь у міжнародних навчаннях "Joint Warrior 2011-1» біля узбережжя Шотландії.
9 березня 2015 року залишив порт приписки для запланованого розгортання в складі ударної групи авіаносця USS «Theodore Roosevelt» (CVN-71) в зонах відповідальності 5-го і 6-го флоту США, з якого повернувся 7 листопада. 12 листопада BAE Systems Norfolk Ship Repair була нагороджена контрактом вартістю 25,2 млн доларів США на проведення ремонту, який був завершений в липні 2016 року.
11 квітня 2018 року залишив порт приписки Норфолк для запланованого розгортання в зонах відповідальності 5-го і 6-го флоту США в складі ударної групи авіаносця USS «Harry S. Truman» (CVN-75). 18 квітня в складі ударної групи HSTCSG прибув в зону відповідальності 6-го флоту США. 21 липня повернувся в порт приписки Норфолк.
25 листопада 2019 року есмінець перехопив судно без громадянства, яке перевозило велику партію іранських ракетних частин, призначених для повстанців Ємену.
27 березня 2022 року здійснив запланований візит у порт міста Гданськ (Польща).